# Apocalypse (groupe)
Pour les articles homonymes, voir Apocalypse (homonymie).
Apocalypse est un groupe de rock progressif brésilien, originaire de Caxias do Sul. Le groupe joue du art rock dans la veine de groupes comme Yes et Marillion, et chante en portugais et en anglais. Le groupe tourne aussi bien aux États-Unis qu'au Brésil ; en 2018, il compte trois DVD, et dix albums.

## Biographie
Apocalypse est formé en 1983, à Caxias do Sul, lorsqu'Eloy Fritsch décide de créer un groupe de rock avec des camarades de classe. Inspiré par les groupes Pink Floyd, Yes, Genesis, Rush, ELP et Marillion, le groupe se consacre au genre art rock.  
En 1989, ils participent au Primeiro Circuito de Rock da Região da Serra et composent leur premier morceau, Só você. Ils jouent ensuite au Festpop et produisent leur premier effort. Intitulé Apocalypse, l'album est publié en 1990 ; il révèle un style musical principalement inspiré par Marillion. 
Apocalypse participe à de nombreux grands festivals de rock comme le Rio ArtRock Festival, à Rio de Janeiro, le Planeta Atlântida à Rio Grande do Sul en 1998 ; au festival américain ProgDay en 1999 et au Rock Symphony for the Records à Rio de Janeiro en 2005, leur donnant l'opportunité de graver leur premier DVD.
Leur deuxième album, Perto do amanhecer est publié en 1995 et se révèle être de la même veine que le précédent. Apocalypse mêle également, et avec grand talent de beaux moments acoustiques avec des passages plus agressifs, parfois proches du hard rock. L'album suivant, Aurora dos sonhos (1996)n affirme un art consommé : un rock progressif qui fait autant de place aux influences de l'âge d'or, en particulier l'école italienne des années 1970 qu'à l'efficacité des derniers courants musicaux. 
En 2003 sort Refugio, qui est composé de 10 morceaux, accompagné de deux morceaux bonus. Il comporte un superbe livret rehaussé de photos, des paroles, ainsi que d'informations sur le groupe. Allant plus loin que le rock progressif habituel, Apocalypse joue sur des sentiments et notions quelque peu délaissées comme la paix, l'amour et la compassion. En 2006, ils participent au Rock in Concert Brazil Festival aux côtés d'Uriah Heep à Canecão.
Le 11 septembre 2011, Apocalypse présente ses compositions à l'Orquestra de Sopros et à la Coral Municipal de Caxias do Sul. Ce concert, appelé Rock Sinfônico réunit 80 musiciens au Teatro da Universidade de Caxias do Sul, guidés par Gilberto Salvagni. Toujours en 2011, le groupe publie son coffret spécial 25 ans intitulé The Apocalypse 25th Anniversary Box Set qui comprend un DVD de concerts, un CD live Magic Spells, un livre écrit par le rédacteur et producteur Eliton Tomasi, et un album studio intitulé 2012 Light Years from Home. Le 9 mai 2012, Apocalypse reçoit le Prêmio Açorianos de Música - Menção Especial no Theatro São Pedro em Porto Alegre. Pendant la cérémonie, Gustavo Demarchi reçoit le prix du meilleur design graphique pour sa couverture du coffret The Apocalypse 25th Anniversary Box Set.
Le 26 mai 2013, Apocalypse joue un concert avec Yes à l'Auditório Araújo Viana de Porto Alegre (RS) devant près de 3 000 spectateurs. Un DVD intitulé 'The Bridge of Light est publié en Europe.

## Membres
- Gustavo Demarchi - voix
- Magoo Wise - basse, voix
- Eloy Fritsch - claviers
- Ruy Fritsch - guitare
- Chico Fasoli - batterie

## Discographie
- 1991 : Apocalypse
- 1995 : Perto do amanhecer
- 1996 : Aurora dos sonhos
- 1997 : Lendas encantadas
- 1998 : The Best of Apocalypse
- 2001 : Live in USA
- 2003 : Refugio
- 2004 : Magic
- 2007 : CD Live in Rio
- 2007 : DVD Live in Rio
- 2008 : The Bridge of Light

### Compilations
- Circuito de Rock (1989) - Só você
- Le Meilleur du Progressif Instrumental (1996) - Notre Dame
- Rio Art Rock Festival (1999) - Corta
- ProgDay Encore (2001) - Corta, Jamais Retornarei, Clássicos (Rock Version)
- Margen - Music from the Edge Vol. l6 (2002) - Corta Refúgio